# Cmentarz Dołgoprudnieński
Cmentarz Dołgoprudnieński (ros. Долгопрудненское кладбище) – nekropolia w mieście Dołgoprudnyj w obwodzie moskiewskim Federacji Rosyjskiej.
Dzieli się na część centralną (otwarta w 1957, poszerzona w 1971) i południową (otwarta w 1975 na miejscu wsi Gniłuszy). W 1979 cmentarz był przejściowo zamknięty z powodu przepełnienia nagrobkami. Obecnie dopuszczane są na nim jedynie pogrzeby w już istniejących grobach rodzinnych. Na jego terytorium znajdują się dwie cerkwie: pod wezwaniem św. Jerzego Zwycięzcy i Sergiusza z Radoneża, kolumbarium oraz oddzielna kwatera wojskowa, w której znajduje się m.in. zbiorowa mogiła żołnierzy poległych w walkach na stacji Ługowaja (część miasta Łobnia) w obronie Moskwy w 1941.

## Znani zmarli
- Andriej Abramow (1935-1994) - mistrz Europy w boksie
- Władimir Ałatorcew (1909-1987) - szachista
- Anatolij Pietrow (1937-2010) - reżyser i scenarzysta filmów animowanych
- Roman Tkaczuk (1932-1994) - aktor
- Aleksiej Woropajew (1973-2006) - gimnastyk, dwukrotny medalista olimpijski